# هری جولین آلن
هری جولین آلن (انگلیسی: Harry Julian Allen; ۱ آوریل ۱۹۱۰ – ۲۹ ژانویهٔ ۱۹۷۷) مهندس اهل ایالات متحده آمریکا بود.